# Hiller X-18
X-18 là một loại máy bay vận tải thử nghiệm, được thiết kế cho thử nghiệm ban đầu về công nghệ cất hạ cánh đường băng ngắn/thẳng đứng.

## Tính năng kỹ chiến thuật (X-18)

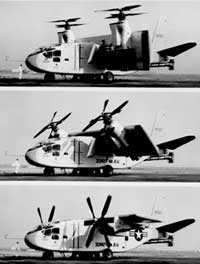
Hiller X-18

Đặc tính tổng quát
- Kíp lái: 2-3
- Chiều dài: 63 ft 0 in (19,2 m)
- Sải cánh: 47 ft 11 in (14,6 m)
- Chiều cao: 24 ft 7 in (7,5 m)
- Trọng lượng rỗng: 26.786 lb (12.150 kg)
- Trọng lượng cất cánh tối đa: 33.000 lb (14.969 kg)
- Động cơ: 2 × Allison T40-A-14 , 5.500 hp (4.100 kW)  mỗi chiếc
- Động cơ: 1 × Westinghouse J34 kiểu turbojet, 3.400 lbf (15 kN) thrust
- Cánh quạt: 6-lá Aeroproducts, 14 ft (4,3 m) đường kính

Hiệu suất bay
- Vận tốc cực đại: 253 mph (407 km/h; 220 kn)
- Trần bay: 35.300 ft (10.759 m)